# 天體震動
天體震動指天體表面的震動，通常是因為突然釋放的能量以地震波的形式傳送，其程度可能十分劇烈。它以震動的主體分類，如地震、月震等。

## 地震
發生於地球的地殼震動為地震，成因主要是板塊的搖動和位移。海嘯亦可能會伴隨着地震發生。

## 月震
發生於月球的震動為月震，由阿波羅計劃中宇航員設置的地震儀發現，於1972年至1977年間共錄得28次表層月震。
根據NASA，月震可分類如下：
1. 由於隕石撞擊造成的月震
2. 由於日夜溫差造成地殼熱脹冷縮
3. 深層月震：地殼以下700公里的震動
4. 表層月震：地殼以下20至30公里的震動

第1至第3種地震強度較輕微，而表層月震強度可達芮氏地震規模5.5級。相對於強地震來說，月震的程度相對輕微。而由於月球上缺乏水體去吸收地震波的緣故，月震持續的時間較長，有些甚至達一小時。深層月震傾向在分散的區域中發生，區域大小以公里計。

## 火星震
發生於火星的震動為火星震，在2012年的研究估計是百萬年一遇的現象。目前尚未測量到明顯的火星震，但在2019年4月6日測量到微弱的地震波訊號，相信為一次小型的震動。

## 金星震
發生於金星的震動為金星震。
透過麥哲倫號金星探測器於1990年11月及1991年7月拍得的兩幀照片，清楚顯示阿佛洛狄忒陸中一個地勢險峻的高地出現大規模的滑坡，科學家相信這是金星震存在的證據。

## 日震
發生於太陽的震動為日震，日震使地震波在光球傳播，速度可達每小時35,000公里，消散前可跨越達400,000公里。
1995年SOHO發射升空觀察太陽，當中就包括探測日震。根據自然期刊，1996年7月9日發生一次X2.6類的閃焰和強烈的日冕物質拋射，引發達芮氏地震規模11.3級日震，比所有地球地震的記錄要強得多。日震的能量達一千至一千一百億噸TNT或二百萬顆中型核彈，而一次頗普通的閃焰為何有足夠能量產生這種威力的地震波仍未有明確答案。

## 星震
星震是指天體的震動，尤其是中子星的地殼震動。利用多普勒效應來觀察天體的震動，研究天體的震動可以讓科學家及人們了解到星體的內部。其成因有二：
- 在星體的超強磁場的纏繞下對地殼施加的強大壓力
- 參考系拖拽造成的角動量損失、作為轉動的磁偶極子造成的能量損失，使地殼累積壓力

當地殼積累一定壓力時，它會調整自己的形狀，使自己更相似於球體。每次調整皆不超過一微米，但皆完成於一百萬分之一秒內。

### 觀測
2004年12月27日發生了有記錄以來最強烈的中子星震，源頭為50000光年外一顆名為SGR 1806-20的磁星。其釋放的能量相當於芮氏32級地震。當中釋放了能量總和為1.3×1040 W的伽瑪射線──若其在10光年外發出可導致地球物種大滅絕。
2006年12月COROT開始，其衛星可探測天體的微小震動。

## 另見
- 星震學
- 天文學
- 天體

## 外部連結
- 每日一天文圖（页面存档备份，存于）